# Gabriela Beňačková
Gabriela Beňačková, zam. Čápová (ur. 25 marca 1944 w Bratysławie) – słowacka śpiewaczka operowa, sopran.

## Życiorys
Ukończyła studia muzyczne w Bratysławie u Tatiany Kresákovej. W 1969 roku wygrała konkurs wokalny im. Antonína Dvořáka w Karlowych Warach. Na scenie zadebiutowała w 1970 roku na scenie Teatru Narodowego w Pradze rolą Nataszy w Wojnie i pokoju Siergieja Prokofjewa. W kolejnych latach występowała na scenach w Bratysławie (1973–1974) i Pradze (1974–1980). W 1975 roku po raz pierwszy wystąpiła w tytułowej roli w Jenůfie Leoša Janáčka, która stała się później jej partią popisową. Występowała zarówno w poważnym repertuarze operowym, głównie czeskim (Bedřich Smetana, Antonín Dvořák, Leoš Janáček), jak też w lżejszym repertuarze popularnym. Śpiewała ponadto jako solistka m.in. w Stabat Mater Dvořáka, Mszy głagolickiej Janáčka i IX symfonii Beethovena. W 1976 roku kreowała w Amsterdamie tytułową partię w operze Katia Kabanowa Janáčka, w 1979 roku rolą Tatiany w Eugeniuszu Onieginie Piotra Czajkowskiego debiutowała w londyńskim Covent Garden Theatre. Rolą Katii Kabanowej zadebiutowała również w 1991 roku w nowojorskiej Metropolitan Opera. W jej repertuarze znajdowały się ponadto role m.in. Magdaleny w Andrea Chénier, Desdemony w Otellu, Leonory w Fideliu, Małgorzaty w Fauście. Wiele jej występów zostało zarejestrowanych na płytach i taśmach video.
W 1986 roku otrzymała tytuł Kammersängerin. Odznaczona została czeskim Medalem Za Zasługi II Klasy (2008) oraz słowackim Orderem Podwójnego Białego Krzyża II Klasy (2018).